# (Nendest) narkootikumidest ei tea me (küll) midagi
A (Nendest) narkootikumidest ei tea me (küll) midagi (magyarul: Mi (tényleg) nem tudunk semmit (ezekről) a drogokról) az észt 5miinust és Puuluup dala, mellyel Észtországot képviselték a 2024-es Eurovíziós Dalfesztiválon Malmőben. A dal 2024. február 17-én, az észt nemzeti döntőben, az Eesti Laulban megszerzett győzelemmel érdemelte ki a dalversenyen való indulás jogát. Ez a dal az Eurovíziós Dalfesztivál történetének leghosszabb című dala, valamint ez volt az első észt nyelvű dal az Eurovíziós Dalfesztiválon a 2013-as verseny óta.

## Eurovíziós Dalfesztivál
2023. november 6-án vált hivatalossá, hogy a formáció dala is bekerült az Eesti Laul nemzeti döntő mezőnyébe. A dal február 17-én megnyerte a dalválasztó műsort, ahol a nemzetközi zsűri, valamint a nézői szavazatok együttese alakította ki a végeredményt. A zsűrinél a második, míg a közönség listáján az első helyet érték el, ezzel bejutottak a szuperdöntőbe, ahol ők szerezték a legtöbb szavazatot, és megnyerték a versenyt, így ez a dal képviselhette Észtországot az Eurovíziós Dalfesztiválon.
A dalt először a május 9-én rendezendő második elődöntőben fellépési sorrendben tizenharmadikként adták elő, a Belgiumot képviselő Mustii Before the Party’s Over című dala után és az Olaszországot képviselő Angelina Mango La noia című dala előtt. Az elődöntőből hatodik helyezettként továbbjutottak a május 11-i döntőbe, ahol fellépési sorrendben kilencedikként léptek fel, a Spanyolországot képviselő Nebulossa Zorra című dala után és az Írországot képviselő Bambie Thug Doomsday Blue című dala előtt. A zsűri szavazáson a huszonötödik, utolsó helyen végeztek 4 ponttal, míg a nézői szavazáson a tizenharmadik helyen végeztek 33 ponttal (Lettországtól maximális pontot kaptak), így összesítésben 37 ponttal a verseny huszadik helyezettjei lettek.
A következő észt induló Tommy Cash Espresso macchiato című dala volt a 2025-ös Eurovíziós Dalfesztiválon.

## Dalszöveg
| Kuula nüüd seda Saab huugama ära Meid kuulda on täna A see kott vii ära Ma ei tea narkootikume, limpsi tean ja siidrit Vahet ma ei suudaks teha vitamiinil spiidil – A dal refrénje észtül | Most ezt hallgasd Nyomatjuk Hallani fogsz minket este De vidd innen ezt a zsacskót Nem ismerek drogokat, csak a szódát és az almabort ismerem Nem tudtam megmondani a különbséget a vitaminok és a speed között – A dal refrénje magyarul |

### Dalszöveg változás
A versenyt szervező Európai Műsorsugárzók Uniója változtatásokat követelt a dalszövegen, mivel szerepelt benne az amerikai chips márka elnevezése, a Lay's. Így az eredeti Ainus kott mis laual on roheline Lay's (Az egyetlen zacskó az asztalon egy zöld Lay's) dalszöveg a következőre változott:
| ainus kott, mis näha, täis pandipudeleid | az egyetlen zacskó az asztalon tele van zálogos üvegekkel |

## Galéria

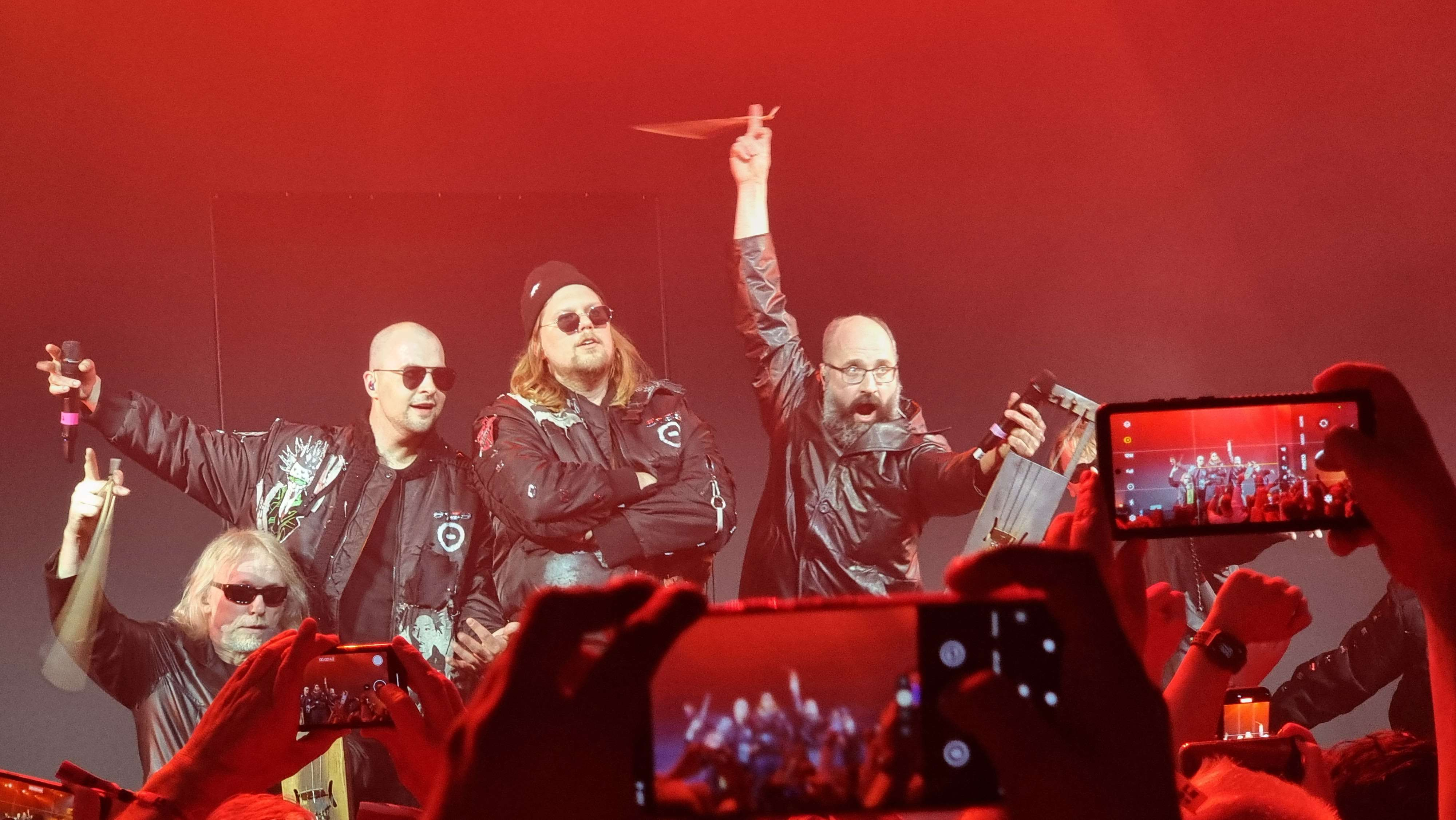
A londoni Eurovíziós partin
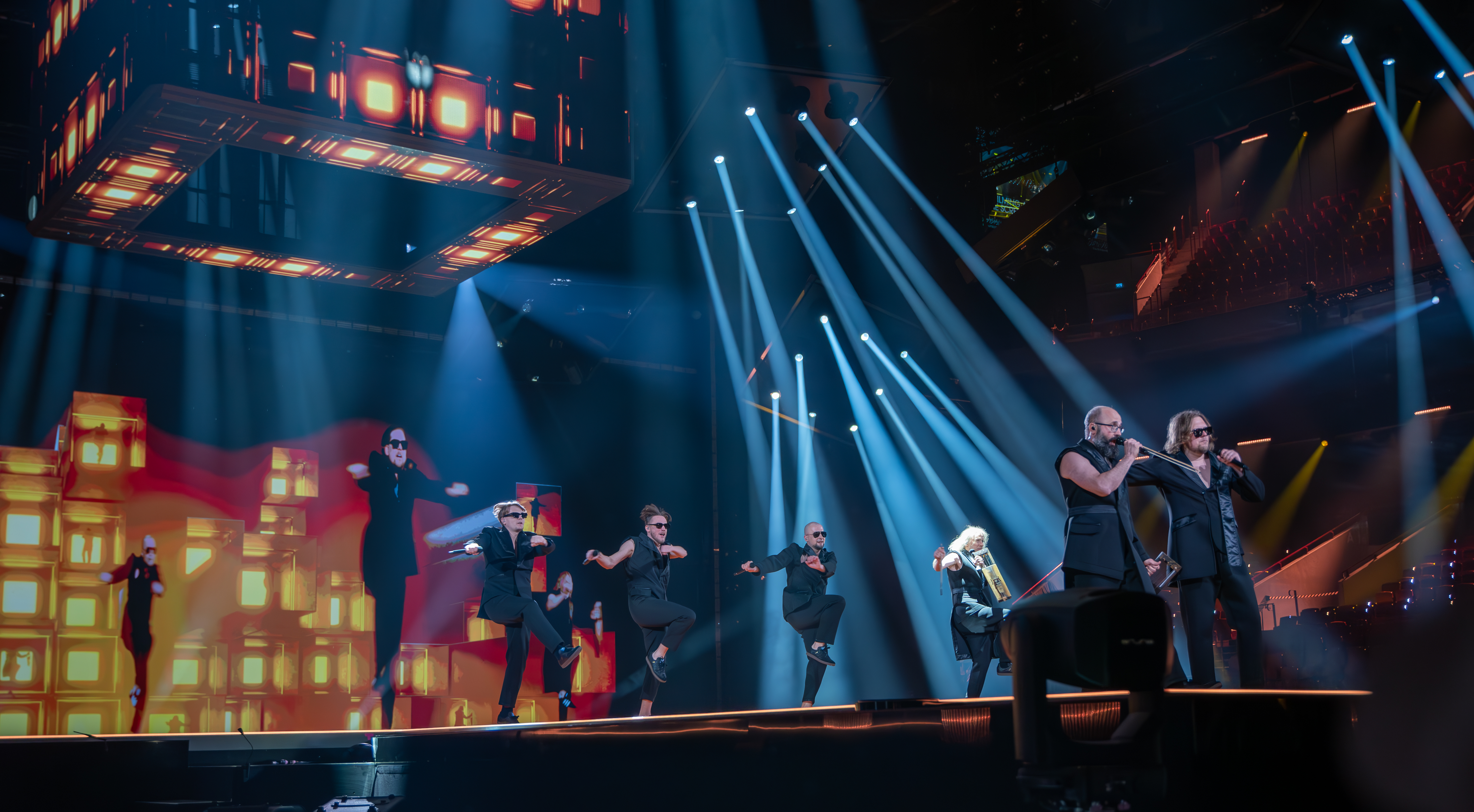
A döntőben